# Цензор Стародавнього Риму
Це́нзор (лат. censor, від лат. censere — «оцінювати») у Стародавньому Римі — посадовець, що здійснював головним чином проведення цензу. Посада установлена Сервієм Туллієм, спочатку для регулювання податків і військової служби. У 434 до н. е. п'ятирічний термін служби цензора за пропозицією Емілія Мамерка був скорочений до 18 місяців, пізніше посада цензора стала довічною. Для плебеїв посада стала доступна з 350 до н. е. і тоді стали вибиратися відповідно 2 цензори (окрім 131, 120, 115, 102, 92, 86 і 65 рр. до н. е., коли були тільки плебейські цензори). Спектр функцій цензорів при Республіці включав:
- власне ценз;
- нагляд за вдачами (censura morum), покарання при цьому називалося не poena, а ignominia або nota. Воно полягало, зважаючи на суспільний стан винного, у виключенні з сенату (senatu movere) або зі стану вершників (equum adimere) або в пониженні в трибі (tribu movere) або у виключенні зі всіх триб взагалі (tribubus omnibus movere, в такому разі винен ставав aerarius, оскільки це могло поєднуватися з обкладенням більшим податком). Сюди входило і право видання едиктів проти розкоші;
- фінансовий контроль: відкуп суспільних земель, державних доходів і поземельних податків, а отже, і копалень, митних зборів, торгівлі сіллю і т. д., а також спостереження за всіма оплачуваними скарбницею речами і постачаннями, наприклад за озброєнням військ, їх перевезенням і ін.
- нагляд за спорудою і утриманням громадських будівель і закладів, при якому будівництво і ремонт (opera publica) цензори доручали таким, що пропонував мінімальну плату.

Всі цензорські документи називалися tabulae censorum.
У 81 до н.е. Сулла скасував посаду і цензорат був відновлений лише в 70 до н. е. Цезар близько 46 до н.е. знов ліквідовував посаду до повторного, але вже формального відновлення Августом.